# James Still
James Still (La Fayette, 16 luglio 1906 – Hazard, 28 aprile 2001) è stato un poeta, romanziere e folklorista statunitense.
Ha vissuto gran parte della sua vita in una capanna di tronchi lungo la Dead Mare Branch di Little Carr Creek, nella contea di Knott, Kentucky.
Noto soprattutto per il romanzo Fiume di Terra, che descrive le lotte per l'estrazione del carbone nel Kentucky orientale.

## Biografia
Lonie, la madre di Still aveva sedici anni quando si trasferì in Alabama a causa di un tornado che stava distruggendo la casa di famiglia.
Suo padre, J. Alex Still, era un medico di cavalli senza addestramento formale. James Still è nato il 16 luglio 1906 vicino a Lafayette, in Alabama.
Era considerato un bambino tranquillo ma anche un gran lavoratore. Insieme ai suoi nove fratelli ha lavorato nella fattoria di famiglia.
Coltivavano cotone, canna da zucchero, soia e mais. All'età di sette anni, Still iniziò la scuola elementare.
Trovò maggiore interesse non nei testi di scuola ma a casa dove c'era un'edizione della Cyclopedia of Universal Knowledge.
Accrebbe le proprie conoscenze con la filosofia, la fisica e i grandi poeti britannici: Shakespeare e Keats.

### Formazione scolastica
Dopo essersi diplomato al liceo, frequentò la Lincoln Memorial University di Harrogate, nel Tennessee. Nel pomeriggio lavorava alla cava di pietra e alla sera come custode della biblioteca. Spesso si addormentava in biblioteca dopo una notte passata a leggere innumerevoli pubblicazioni. Dopo la laurea nel 1929, iniziò a lavorare alla Vanderbilt University di Nashville, nel Tennessee. Mentre era a Vanderbilt, fu coinvolto in un controverso sciopero dei minatori a Wilder, nel Tennessee. I minatori stavano morendo di fame a causa del mantenimento del picchetto; Still consegnò loro un camion carico di cibo e vestiti per i minatori. Ha conseguito un Master in inglese nel 1930. In seguito ha condotto ulteriori ricerche presso l'Università dell'Illinois.

### Carriera
Still ha ricoperto vari ruoli professionali tra cui quello nei Corpi del Servizio Civile, il venditore di Bibbie e per un periodo si è persino dedicato alla raccolta di cotone in Texas. Il suo amico Don West - un poeta e attivista per i diritti civili, tra le altre cose - offrì a Still un lavoro di organizzazione programmi ricreativi per una scuola biblica nella contea di Knott, Kentucky. Still accettò la posizione, ma presto divenne un bibliotecario volontario presso la Hindman Settlement School. La contea di Knott gli avrebbe fatto da casa per tutta la vita, anche se per molti anni ha rappresentato la forza creativa del Workshop di Morehead Writers presso la vicina Morehead State University, dove ha insegnato letteratura negli anni '60.
James Still prestò servizio come sergente nell'esercito americano durante la seconda guerra mondiale e fu di stanza in Egitto nel 1944.

### Letteratura
Still si trasferì in una capanna di tronchi a due piani, un tempo occupata da un artigiano di dulcimer, Jethro Amburgey. Vi sarebbe rimasto fino alla sua morte. Qui iniziò a scrivere il suo capolavoro, Fiume di Terra, pubblicato il 5 febbraio 1940. Ha come oggetto il dibattito sul cambiamento in Appalachia, rappresentato attraverso le lotte di una famiglia che cerca di sopravvivere al di fuori della terra o entrando nelle miniere di carbone dell'altopiano di Cumberland nelle zone del Kentucky orientale. Il conflitto è rappresentato attraverso la tensione tra Brack e Alpha Baldridge. Alpha Baldridge desidera stabilità: "Da sempre ho desiderato vivessimo in un unico luogo, un posto sicuro e duraturo, con spazio per il braccio e il gomito. . . Abbiamo vissuto in così tanti posti -  il lato opposto a un campo minato e quello più vicino ad una pila di scorie. Non vedo l'ora di mettermi a terra e di sollevare i miei uomini adeguatamente. " Al contrario, suo marito Brack è impegnato nelle miniere e le risponde come fornitore di famiglia: "Non è mai stato inteso che qualcuno fosse pienamente contento sulla faccia di questa terra. Calpestare i campi è contro la mia volontà, ma caccio il suo pane, pane normale con un po 'di grasso. Per produrre e fornire, è l'unico commercio che conosco e lavoro volentieri (51)". La sua versione di stabilità è forse più transitoria dell'altra. Lei desidera vedere la crescita di una stagione, che siano giardini o bambini; cerca gli alti rendimenti del lavoro, nonostante i pericoli (che non sono i principali fattori del libro) e l'irregolarità del lavoro. È disposta a scambiare la condanna del vivere alla giornata durante l'anno per la sicurezza di un posto privato; lui, per sopportare la carestia per la breve stagione di banchetti che il proprio lavoro consente. Le prospettive di entrambi i personaggi rappresentano le scelte senza via di uscita degli Appalachi che hanno scelto di rimanere sulle colline.
Poco dopo la pubblicazione Still ha ricevuto il Southern Author's Award, che ha condiviso con Thomas Wolfe per l'opera di Wolfe You Can't Go Home Again. Continuò a pubblicare alcune raccolte di poesie e racconti, un romanzo per ragazzi e una raccolta di folklore locale appalachiano collezionato negli anni. Il libro per bambini "Jack and the Wonderbeans" è stato adattato per il palcoscenico dal Lexington Children's Theatre nel 1992. Still ha preso parte a uno spettacolo, leggendo una parte del libro ad apertura. Muore il 28 aprile 2001 all'età di 94 anni.

## Eredità
Wolfpen, la capanna di tronchi, è stata iscritta nel registro nazionale dei luoghi storici nel 2014.

## Opere
- Hounds on the Mountain (1937)
- Fiume di Terra (River of Earth, 1940), Mattioli 1885, Fidenza 2018 traduzione italiana a cura di Livio Crescenzi ISBN 978-88-6261-668-3
- On Troublesome Creek (1941)
- Way Down Yonder on Troublesome Creek: Appalachian Riddles and Rusties (1974)
- The Wolfpen Rusties: Appalachian Riddles and Gee-Haw Whimmy-Diddles (1975)
- Pattern of a Man (1976)
- Jack and the Wonder Beans (1977)
- Sporty Creek: A Novel about an Appalachian Boyhood (1977)
- The Run for the Elbertas (1980)
- The Wolfpen Poems (1986)
- Dalla montagna, dalla valle: poesie nuove e raccolte (2001)
- Chinaberry (Chinaberry, 2011), Mattioli 1885, Fidenza 2019 traduzione italiana a cura di Livio Crescenzi ISBN 978-88-6261-685-0
- The Hills Remember: The Complete Short Stories of James Still (2012)